# Luftwaffentruppenkommando
Das Luftwaffentruppenkommando (LwTrKdo) ist eine Kommandobehörde der Luftwaffe und dem Kommando Luftwaffe unterstellt. Das LwTrKdo wurde zum 1. Juli 2015 in Köln-Wahn aufgestellt und ist neben dem Zentrum Luftoperationen eine Kommandobehörde der Luftwaffe auf Korpsebene.

## Auftrag
Das Kommando hat den Auftrag, die fachliche und truppendienstliche Führung der unterstellten Verbände und Dienststellen und deren Einsatzbereitschaft sicherzustellen. Das Kommando führt damit die Einsatzverbände der Luftwaffe. Außerdem hat es die Luftwaffe mit den benötigten Kräften und Mitteln gemäß ihrem Einsatz- und Aufgabenspektrum auszustatten. Das Kommando führt aus diesem Grund auch fast alle Unterstützungs- und Ausbildungsverbände der Luftwaffe.

## Geschichte
Im Rahmen der Verschlankung der Kommandostruktur der Luftwaffe wurde das Kommando mit Wirkung zum 1. Juli 2015 aufgestellt. Zur Aufstellung wurde das Personal der zum 30. Juni 2015 aufgelösten Kommandos Kommando Einsatzverbände Luftwaffe und Kommando Unterstützungsverbände Luftwaffe herangezogen, da ein Großteil der Aufgaben der beiden Kommandos an das LwTrKdo überging.

## Unterstellte Verbände/Dienststellen

### Aktuelle Unterstellung
Dem Kommando mit rund 1000 Kräften sind die nachgeordneten Truppenteile mit zirka 24.000 Soldaten und zivilen Mitarbeitern fachlich und truppendienstlich unterstellt. Am 4. April 2018 wurde die deutsche Flugabwehrraketengruppe 61 in Todendorf dem niederländischen Defensie Grondgebonden Luchtverdedigingscommando (DGLC) (deutsch Kommando Bodengebundene Luftverteidigung) unterstellt.
- Zentrum für Luft und Raumfahrtmedizin der Luftwaffe (ZentrLuRMedLw) in Köln-Wahn mit Fachabteilungen in Fürstenfeldbruck, Königsbrück, bzw. Außenstellen in Manching und Bückeburg
- Fliegende Verbände Luftwaffe
  -  Flugbereitschaft des Bundesministeriums der Verteidigung (FlBschft BMVg), Köln-Wahn  und Berlin-Tegel
  -  Hubschraubergeschwader 64 (HSG 64), in Laupheim (Flugplatz Laupheim) und Schönewalde/Holzdorf  (Fliegerhorst Holzdorf)
  -  Lufttransportgeschwader 62 (LTG 62), in Wunstorf  (Fliegerhorst Wunstorf)
  -  Taktisches Ausbildungskommando der Luftwaffe USA (TaktAusbKdoLw USA)  (Sheppard AFB, Wichita Falls, Texas)
    - Deutscher Anteil Euro NATO Joint Jet Pilot Training (ENJJPT) (Sheppard AFB, Wichita Falls, Texas),
    - zukünftig die 1. Deutsche Luftwaffenausbildungsstaffel (Ebbing, Arkansas)[6],
    - 2. Deutsche Luftwaffenausbildungsstaffel (Pensacola, Florida),
    - 3. Deutsche Luftwaffenausbildungsstaffel (Goodyear, Arizona),

  -  Taktisches Luftwaffengeschwader 31 „Boelcke“ (TaktLwG 31) in Nörvenich  (Fliegerhorst Nörvenich)
  -  Taktisches Luftwaffengeschwader 33 (TaktLwG 33) in Büchel  (Fliegerhorst Büchel)
  -  Taktisches Luftwaffengeschwader 51 „Immelmann“ (TaktLwG 51) in Jagel  (Fliegerhorst Schleswig)
  -  Taktisches Luftwaffengeschwader 71 „Richthofen“ (TaktLwG 71) in Wittmund  (Fliegerhorst Wittmundhafen)
  -  Taktisches Luftwaffengeschwader 73 „Steinhoff“ (TaktLwG 73) in Laage  (Fliegerhorst Laage)
  -  Taktisches Luftwaffengeschwader 74 (TaktLwG 74) in Neuburg an der Donau  (Fliegerhorst Neuburg)
  -  Zentrum Elektronischer Kampf Fliegende Waffensysteme (Zentr EK FlgWaSys), in Kleinaitingen (Bayern)
  -  DDO/DtA der Multinational MRTT Unit (MMU) in Eindhoven (NLD) (Vliegbasis Eindhoven)
  -  DDO/DtA der Binationale Lufttransportstaffel Rhin/Rhein in Évreux (FRA) (Base aérienne 105 Évreux-Fauville)
- Bodengebundene Verbände Luftwaffe
  -  Flugabwehrraketengeschwader 1 (FlaRakG 1), in Husum
    -  Ausbildungszentrum FlaRak (AusbZFlaRak) in Husum
    -  Flugabwehrraketengruppe 21 (FlaRakGrp 21) in Sanitz
    -  Flugabwehrraketengruppe 24 (FlaRakGrp 24) in Bad Sülze
    -  Flugabwehrraketengruppe 26 (FlaRakGrp 26) in Husum

  -  Flugabwehrraketengruppe 61 (FlaRakGrp 61) in Todendorf
  -  Luftwaffenausbildungsbataillon (LwAusbBtl) in Germersheim und Roth (Flugplatz Roth),
  -  Luftwaffenunterstützungsgruppe Wahn
  -  Objektschutzregiment der Luftwaffe (ObjSRgtLw) „Friesland“ in Schortens
  -  Offizierschule der Luftwaffe (OSLw) in Fürstenfeldbruck,
  -  Unteroffizierschule der Luftwaffe (USLw) in Appen und Heide,

- Unterstützungsverbände Luftwaffe
  -  DDO/DtA Nato Programming Center (NPC) in Glons, Belgien
  -  Technisches Ausbildungszentrum Luftwaffe in Faßberg (Heeresflugplatz Faßberg)
    -  Fachschule der Luftwaffe (FSLw) in Faßberg (Heeresflugplatz Faßberg)
    -  Technisches Ausbildungszentrum Luftwaffe Abteilung Süd in Kaufbeuren (Fliegerhorst Kaufbeuren)

  -  Waffensystemunterstützungszentrum 1 (WaSysUstgZ 1) in Manching (Fliegerhorst Ingolstadt/Manching),
  -  Waffensystemunterstützungszentrum 2 (WaSysUstgZ 2) in Diepholz (Fliegerhorst Diepholz),
  -  Waffenschule Luftwaffe

### Ehemals unterstellte Verbände
- Lufttransportgeschwader 61 (LTG 61), in Penzing  (Fliegerhorst Landsberg/Lech) bis zur Auflösung im Dezember 2017
- Lufttransportgeschwader 63 (LTG 63), in Hohn  (Fliegerhorst Hohn) bis zur Auflösung im Dezember 2021

## Standort
Das Kommando ist in der Luftwaffenkaserne (Köln) in Köln-Wahn stationiert.

## Kommandoführung und Kommandeure Teilbereiche
| Nr. | Name                             | Beginn der Amtszeit | Ende der Amtszeit |
| --- | -------------------------------- | ------------------- | ----------------- |
| 3   | Generalleutnant Günter Katz      | 1. April 2021       | –                 |
| 2   | Generalleutnant Helmut Schütz    | 1. Oktober 2015     | 1. April 2021     |
| 1   | Generalleutnant Martin Schelleis | 1. Juli 2015        | 1. Oktober 2015   |

| Nr. | Name                           | Beginn der Amtszeit | Ende der Amtszeit  |
| --- | ------------------------------ | ------------------- | ------------------ |
| 5   | Brigadegeneral Daniel Draken   | 27. März 2025       | –                  |
| 4   | Generalmajor Richard Frevel    | 1. Oktober 2021     | 27. März 2025      |
| 3   | Generalmajor Bernhardt Schlaak | 22. August 2019     | 30. September 2021 |
| 2   | Generalmajor Lutz Kohlhaus     | 7. Juli 2016        | 22. August 2019    |
| 1   | Generalmajor Robert Löwenstein | 1. Juli 2015        | 7. Juli 2016       |

| Nr. | Name                        | Beginn der Amtszeit | Ende der Amtszeit  |
| --- | --------------------------- | ------------------- | ------------------ |
| 5   | Generalmajor Holger Neumann | 17. September 2024  | –                  |
| 4   | Generalmajor Peter Klement  | 29. März 2021       | 17. September 2024 |
| 3   | Generalmajor Jan Kuebart    | 21. Juni 2018       | 29. März 2021      |
| 2   | Generalmajor Günter Katz    | 1. Oktober 2015     | 21. Juni 2018      |
| 1   | Generalmajor Helmut Schütz  | 1. Juli 2015        | 1. Oktober 2015    |

| Nr. | Name                              | Beginn der Amtszeit | Ende der Amtszeit |
| --- | --------------------------------- | ------------------- | ----------------- |
| 4   | Brigadegeneral Arnt Kuebart       | 3. Juli 2024        | –                 |
| 3   | Brigadegeneral Volker Samanns     | 1. April 2021       | 3. Juli 2024      |
| 2   | Brigadegeneral Michael Hogrebe    | 12. März 2019       | 31. März 2021     |
| 1   | Brigadegeneral Michael Gschoßmann | 1. Juli 2015        | Januar 2019       |

| Nr. | Name                          | Beginn der Amtszeit | Ende der Amtszeit |
| --- | ----------------------------- | ------------------- | ----------------- |
| 5   | Oberst i.G. Wolfgang Smeets   | 30. Juli 2025       | -                 |
| 4   | Brigadegeneral Uwe Angermeyer | 25. April 2024      | 30. Juli 2025     |
| 3   | Brigadegeneral Robert Wilhelm | 16. März 2023       | April 2024        |
| 2   | Brigadegeneral Gerhard Hewera | 22. Februar 2017    | 16. März 2023     |
| 1   | Brigadegeneral Stefan Lüth    | 1. Juli 2015        | 22. Februar 2017  |